# Kolga herrgård
Kolga herrgård (estniska: Kolga mõis; tyska: Kolk, Kolck) är en herrgårdsbyggnad och gods i orten Kolga i Kuusalu kommun i Harjumaa i Estland.

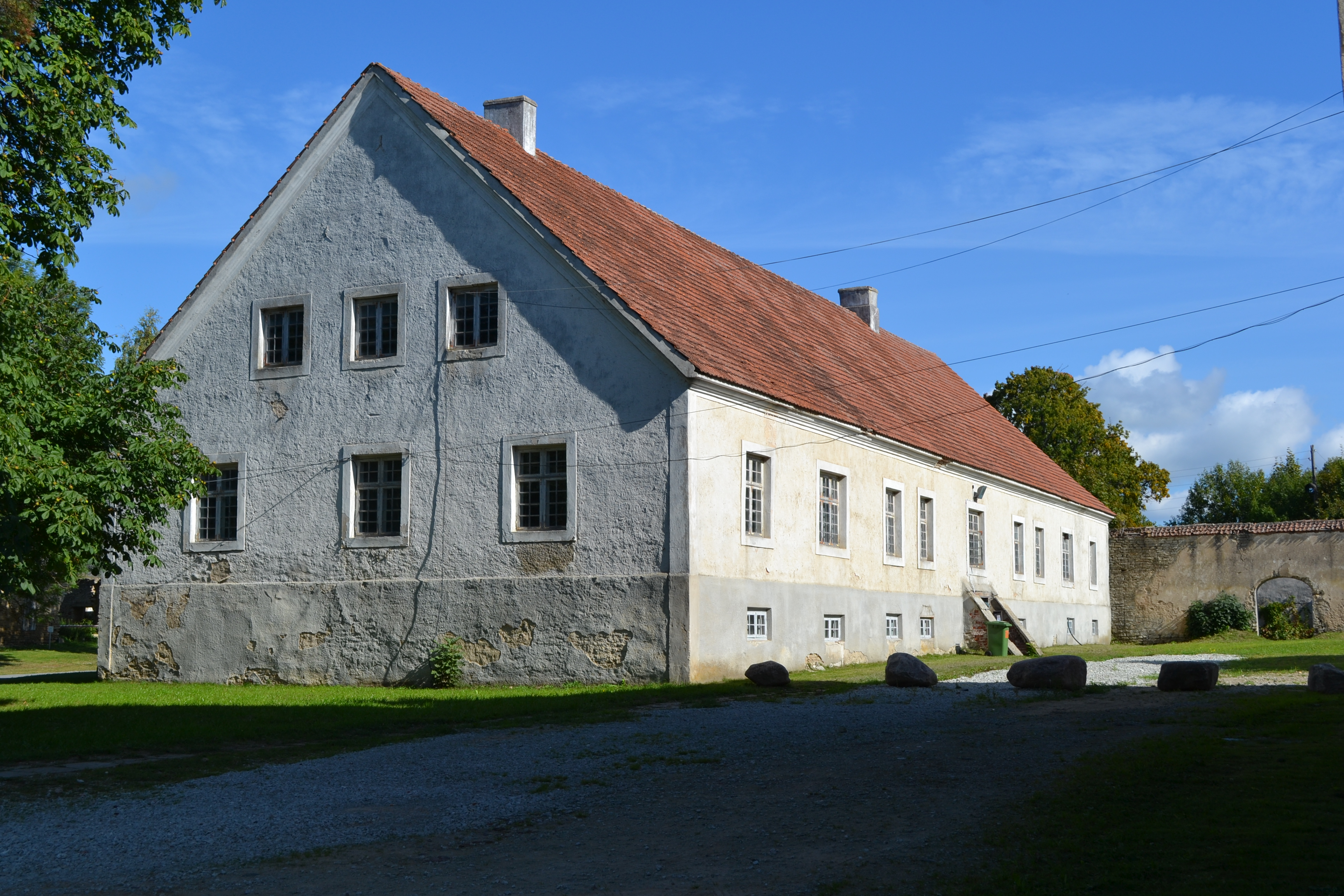
Den kulturmärkta intendentbostaden

Kolk ägdes i början av 1200-talet av Knut Valdemarsson, son till Danmarks kung Valdemar Sejr, som segrade över esterna i  Volmerslaget 1219. Hertig Knut sålde egendomen till cisterciensorden, som där uppförde Villa Kolco 1290, vilken låg under Roma kloster till 1520-talet, då egendomen drogs in till kronan. År 1558 föll Kolk i händerna på ryska trupper. Under svensktiden donerades egendomen av Sveriges kung Johan III 1581 till Pontus De la Gardie i erkänsla för hans insatser under det livländska kriget. Efter att ha bränts av polska trupper i början av 1600-talet, lät Jacob De la Gardie, son till Pontus De la Gardie och landshövding över Estland, på 1620-talet uppföra en ny huvudbyggnad, vilken dock inte blev klar förrän omkring 1642.
Jacob De la Gardies dotter Kristina Katarina De la Gardie  (1632–1704), som gifte sig 1658 med Gustav Otto Stenbock i dennes andra äktenskap, ärvde Kolk efter sin far. Det har därefter, med avbrott för konfiskeringar vid två tillfällen under 1900-talet, varit i ätten Stenbocks ägo i många generationer. En av fideikommissarierna var den engelske poeten Eric Stenbock, som efter sin farfars död 1885 bodde på Kolk i två år.
Kolks storhetstid inföll under de sista decennierna på 1700-talet. Mangårdsbyggnaden byggdes 1765 ut till en slottsliknande trevånings herrgård. I början av 1800-talet tillkom det framskjutna mittpartiet med doriska pelare i fasaden och de båda flyglarna, med en balsal i den norra flygeln, varvid gården fick sitt nuvarande utseende. Vid slutet av 1800-talet uppfördes ett fabriksbyggt stort sommarhus i snickarglädje i närbelägna Tsitre vid Finska viken av Karl Magnus Stenbock (1804-85).
Fram till 1940 fanns en stor porträttsamling på Kolk med målningar av familjen Stenbock, bland annat ett porträtt av Gustav Vasas tredje hustru Katarina Stenbock och ett av Kristina De la Gardie signerat Jacob Heinrich Elbfas. Porträttsamlingen finns i dag Polen och tillhör Nationalmuseet i Poznan.  
Fram till 1917 omfattade egendomen 50 000 hektar mark. Egendomen beslagtogs av staten i samband med ryska revolutionen, 
men återlämnades senare av den nya estniska staten betydligt reducerad. Kolk beslagtogs en andra gång av staten 1940, då den ägdes av Margareta Stenbock. Kolk blev på 1950-talet maskin- och traktorkolchosen Kirov och kompletterades med mindre fabriksbyggnader och bostadshus.
Kolk återlämnades till familjen Stenbock efter landets självständighet från Sovjetunionen. Det ägs av en stiftelse, som förvaltas av den finländska familjen Stenbock (Jarl Stenbock, född 1940). Herrgården används idag för hotell- och restaurangrörelse,